# Aldo Kalulu
Aldo Kalulu (Lyon, 21 de janeiro de 1996) é um futebolista congolês, nascido na França, de origem ruandesa, que atua como ponta-direita ou atacante. Atualmente, joga pelo Partizan.

## Carreira
Aldo Kalulu começou a carreira no Lyon.